# Aeroporto di Trieste-Ronchi dei Legionari
L'Aeroporto di Trieste (IATA: TRS, ICAO: LIPQ) è un aeroporto italiano del Friuli-Venezia Giulia (il più grande per il trasporto di persone della regione stessa) sito nel comune di Ronchi dei Legionari, 30 km a nordovest di Trieste, 21 km a sudovest di Gorizia, e a 38 km a sud di Udine, lungo la strada statale 14 della Venezia Giulia. La struttura, aperta al traffico commerciale, è dotata di una pista in asfalto lunga 3000 m e larga 45 m, con orientamento RWY 09-27 ed è gestita dalla società Aeroporto Friuli Venezia Giulia S.p.A. col nome commerciale di Trieste Airport - Friuli Venezia Giulia. L'aeroporto di Ronchi dei Legionari tra il 2007 e il 2016 è stato intitolato all'esploratore di origini friulane Pietro Savorgnan di Brazzà (1852-1905)..
Guardando l'area compresa tra Alto Adriatico e Alpi Orientali, tra Italia (Friuli Venezia Giulia e Veneto), Slovenia, Croazia e Austria (Carinzia) il suo bacino d'utenza supera i 5 milioni di persone, calcolati sulla base di un tempo di percorrenza in auto di 90 minuti necessario per raggiungere l'aeroporto.
L'aeroporto offre i seguenti servizi e infrastrutture a terra:
- luci di pista e radioassistenze collegate in continuità assoluta
- servizio antincendio e di pronto intervento (8ª categoria ICAO)
- rifornimento carburante agli aeromobili
- servizio di assistenza tecnica agli aeromobili con proprio personale qualificato

Il terminal merci si estende su una superficie di 2.830 m² e comprende:
- una palazzina uffici
- un magazzino dotato di celle frigorifere e casseforti per la custodia valori

Sono possibili tutte le operazioni su ogni tipo di aeromobile e con ogni tipo di merce, pallet, container ULD e trasbordo intermodale cargo.

## Storia

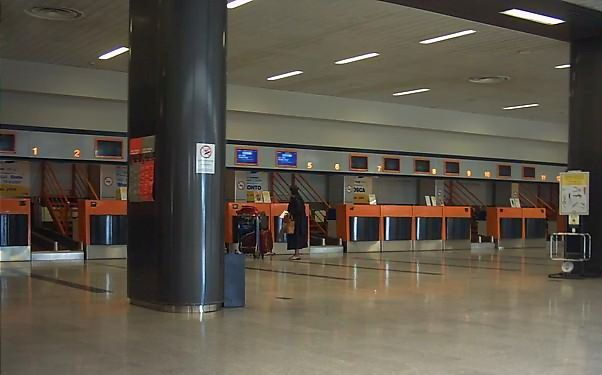
Area check-in prima dei lavori di riqualificazione

La prima struttura aeroportuale nel territorio di Ronchi dei Legionari è il campo di addestramento del 4º Stormo caccia nel 1935. Nel luglio 1943 vi ripiega il 17º Gruppo caccia fino all'8 settembre 1943.
Negli anni cinquanta la zona viene scelta come sede dell'aeroporto civile, che inizierà l'attività il 2 dicembre 1961: un Douglas DC-3 della compagnia Società aerea mediterranea decolla alla volta di Roma inaugurando i collegamenti commerciali.
Quattro anni dopo viene inaugurato il primo tronco della pista di volo, un raccordo e la nuova palazzina dell'aerostazione. Nel 1967 viene avviata l'attività internazionale con un volo charter della tedesca LTU International proveniente da Düsseldorf operato con un Fokker F27. Si apre così la fase dei voli a domanda che troverà particolare seguito nelle destinazione dell'Europa settentrionale. L'anno seguente viene inaugurato il sistema di avvicinamento strumentale di precisione ILS che permetterà le attività di volo in condizioni di bassa visibilità.
Il 6 agosto 1972 su un Fokker F27 della linea ATI Trieste-Bari un dirottatore venne ucciso dalla polizia dopo aver avanzato richieste di denaro.
Nel 1978 la pista viene allungata agli attuali 3.000 metri. La torre di controllo che ancor oggi gestisce il traffico dell'aeroporto viene inaugurata nel 1982. Nel 1998 vengono ultimati i lavori di ampliamento e modernizzazione dell'aerostazione che permettono una capacità di 1,5 milioni di passeggeri annui. Viene inoltre costruita un'aerostazione destinata al settore merci.
Dal 1997, lo scalo è gestito dalla società Aeroporto Friuli Venezia Giulia S.p.A., società per azioni partecipata per il 51% dal Consorzio per l'Aeroporto Friuli Venezia Giulia S.p.A. e per il 49% dalla Regione Autonoma Friuli Venezia Giulia. Nel 2007, su autorizzazione Enac, alla società è stata appaltata, con scadenza quarantennale, la gestione totale dell'aeroporto ivi incluse le operazioni di handling e servizi di assistenza a terra.
Il 20 aprile 2004 l'MD-82 Alitalia I-DAWR urtò il cassone posteriore di un autocarro che sostava per lavori all'interno del raccordo Bravo, tra la pista e il piazzale di sosta. L'ala destra venne seriamente danneggiata. L'aereo aveva appena completato il volo AZ1357 proveniente da Roma Fiumicino. Nessun ferito tra i 92 passeggeri a bordo e i 4 membri dell'equipaggio.
Dal 17 giugno 2008 è disponibile un servizio di aerotaxi su richiesta offerto da Fly-Direct che utilizzando aeromobili della austriaca Europ-Star propone collegamenti per qualsiasi destinazione.
Il 10 novembre 2008 un Cirrus SR22 decollato da Bari e diretto a Padova, per avverse condizioni meteo, ha dovuto dirottare verso l'aeroporto di Trieste, a causa di mancanza di carburante il velivolo è però atterrato in un campo in prossimità dell'aeroporto. Uno degli occupanti ha riportato lievi ferite, mentre l'aeromobile ha subito danni strutturali.
Dal luglio 2010 l'aeroporto è di proprietà al 100% della Regione Friuli Venezia Giulia, che ha rilevato le quote dal Consorzio.
Il 9 giugno 2011 venne approvato dalla giunta regionale lo sviluppo di un polo intermodale che si sarebbe esteso all'interno di un'area di 475000 m² tra lo scalo aeroportuale e l'attuale linea ferroviaria Venezia-Trieste, che corre a 250 metri dall'aerostazione. Il progetto prevedeva, in due fasi distinte, la costruzione di una nuova stazione ferroviaria e di un'autostazione per le corriere, al fine di creare un nodo di scambio passeggeri fra aereo, gomma e ferro.
Il 2012 è stato l'anno del record assoluto di passeggeri che ha toccato le 882.146 unità. Gli ultimi anni sono stati contraddistinti da numeri altalenanti, ma ultimamente i dati di traffico hanno segnalato un interesse crescente da parte della clientela. Il 2 settembre 2007 l'aeroporto ha raggiunto il record di passeggeri e movimenti in un solo giorno: sono stati infatti 75 i voli in arrivo e in partenza che hanno trasportato 6.107 passeggeri. Tali numeri sono stati possibili grazie al 175º anniversario di fondazione delle Assicurazioni Generali che ha movimentato l'aeroporto con voli da tutta Italia.
Nella primavera 2016 sono iniziati i lavori per il rifacimento di tutta l'area partenze, conclusi nell'autunno dello stesso anno. Sono state inoltre inaugurate due nuove aree ristorazione composte da bar caffetteria (piano terra dopo i controlli) e bar/ristorante (primo piano zona pubblica), gestite da Chef Express.

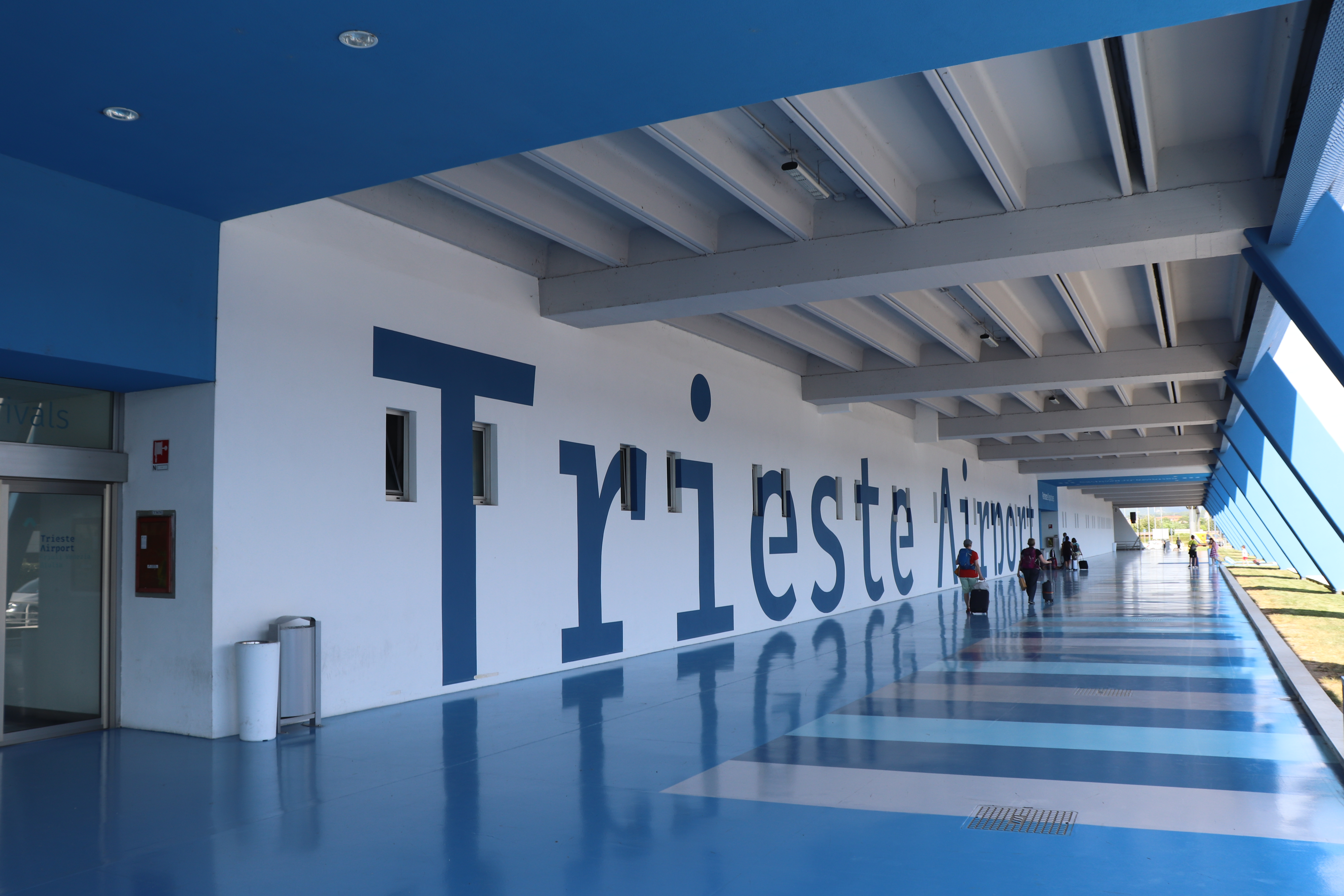
Il terminal dall'esterno dopo i lavori del 2018

Il 23 gennaio 2017 sono partiti i lavori per la costruzione di un polo intermodale nell'area prospiciente il terminal, così da garantire ai passeggeri un rapido interscambio con i mezzi pubblici (corriere e treni).
Dal gennaio 2018 FlyValan ha iniziato le operazioni di volo con tre voli settimanali verso Genova, sospesi dopo poche settimane per scarsa performance commerciale.
Il 19 marzo 2018 è stato inaugurato il nuovo polo intermodale che consiste in una nuova stazione ferroviaria denominata "Trieste Airport-Ronchi dei Legionari" collegata al terminal passeggeri tramite una passerella sopraelevata lunga 425 metri. Una nuova autostazione per pullman e bus dotata di 16 stalli, un parcheggio multipiano da 500 posti e un parcheggio a raso da 1000 posti.
Nel 2023 vengono superati per la prima volta i 900mila passeggeri annui. Negli inverni 2022-2023 e 2023-2024 sono stati effettuati lavori di riqualificazione dell'apron, delle vie di rullaggio “e” e “f” e l’ottimizzazione dell'illuminazione con nuove torri faro.

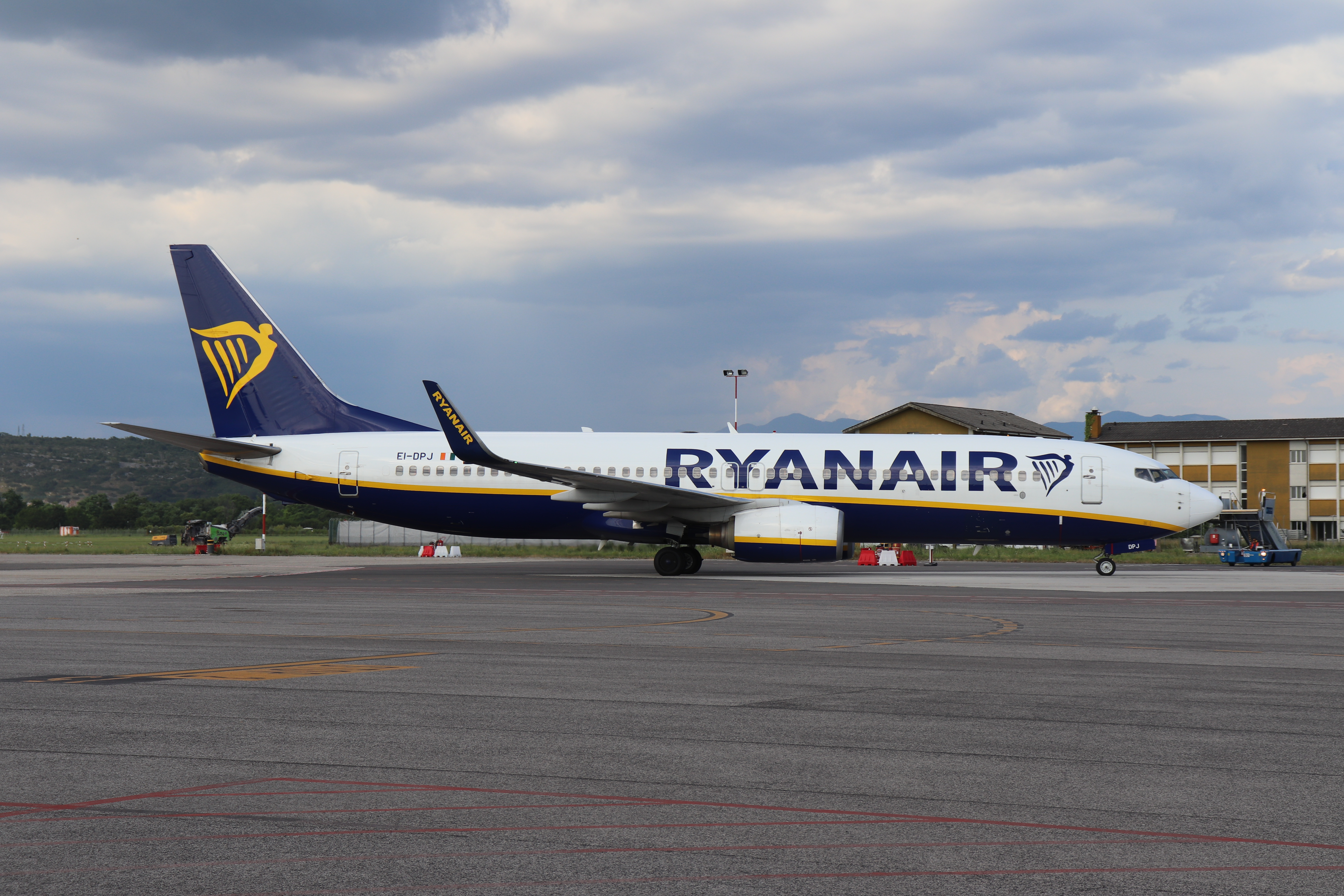
Un aereo Ryanair posteggiato

Nel 2024 invece, complice anche l'apertura della base Ryanair il 2 aprile (con l'inaugurazione di 5 nuove rotte: Siviglia, Brindisi, Berlino, Cracovia e Parigi), si raggiunge, per la prima volta il 7 ottobre, il milione di passeggeri annui. Il 13 ottobre viene registrato il giorno più trafficato di sempre, in cui l'aeroporto ha gestito 7.800 passeggeri.
Per il l'estate 2025 si aggiungono 5 nuove rotte: Lamezia Terme, Stoccolma, Praga con Ryanair, Rotterdam con Transavia e Bucarest con WizzAir

## Servizi
All'interno dell'aerostazione sono disponibili i seguenti servizi ai passeggeri in partenza e arrivo:

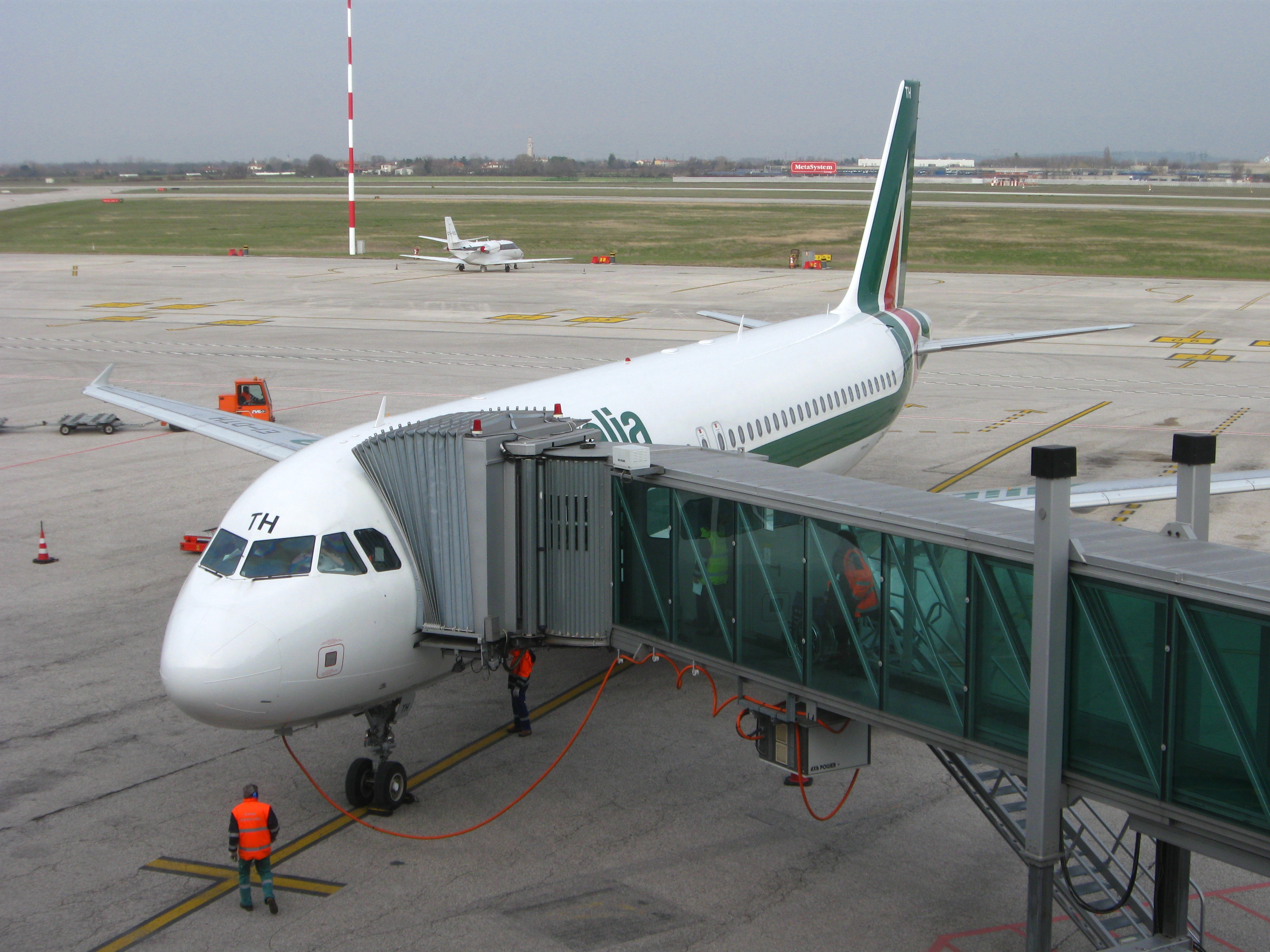
Airbus A320 di Alitalia

- autonoleggi (Hertz, Avis/Maggiore, Europcar, Drivalia, Locauto/Enterprise, Sicilybycar, Autovia)
- bar/ristorante (primo piano)
- bar (piano terra e partenze dopo i controlli di sicurezza)
- biglietteria aerea IATA
- book sharing "Flying Books"
- duty free LaGardère (aelia DUTYFREE, RELAY)
- edicola/libreria
- sportello bancario (Banca Popolare di Cividale)
- servizio taxi
- saletta PRM
- sala conferenze (primo piano)
- sala riunioni (primo piano)
- spazio espositivo
- ufficio lost & found (uscita area arrivi)
- ufficio del turismo del FVG
- VIP lounge "Sala Calligaris" (partenze dopo i controlli di sicurezza)

## Avvicinamento strumentale

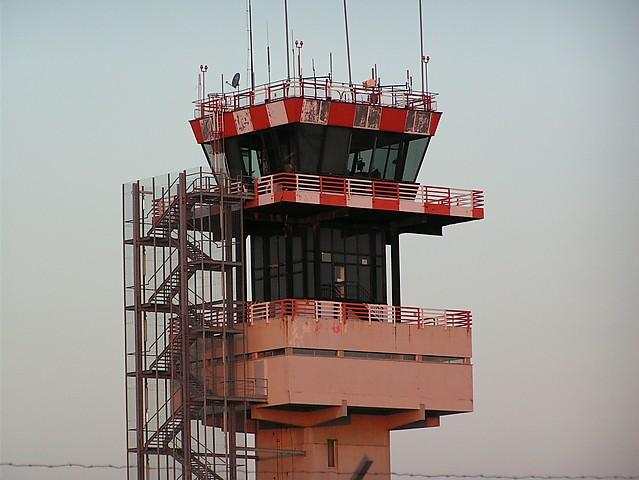
Torre di controllo di Ronchi dei Legionari gestita da ENAV.

La pista generalmente utilizzata per gli atterraggi è la 09, dotata di ILS di CAT II, con frequenza del localizer di 110,75 MHz. Per la stessa pista sono pubblicati avvicinamenti non di precisione attestati sul VOR RCH e sul locator RON.
Non esistono procedure di avvicinamento strumentale per la pista 27 a causa dell'orografia circostante e la prossimità del confine con la Slovenia.
Dal 2004 l'aeroporto dispone di un impianto radar di avvicinamento, operativo dal dicembre 2007. È attivo giornalmente dalle 9:00 alle 18:00 locali. Dopo questo orario Ronchi Avvicinamento (119.175 MHz) gestisce arrivi e partenze in procedurale.

## Parcheggi
Parcheggi a sosta lunga

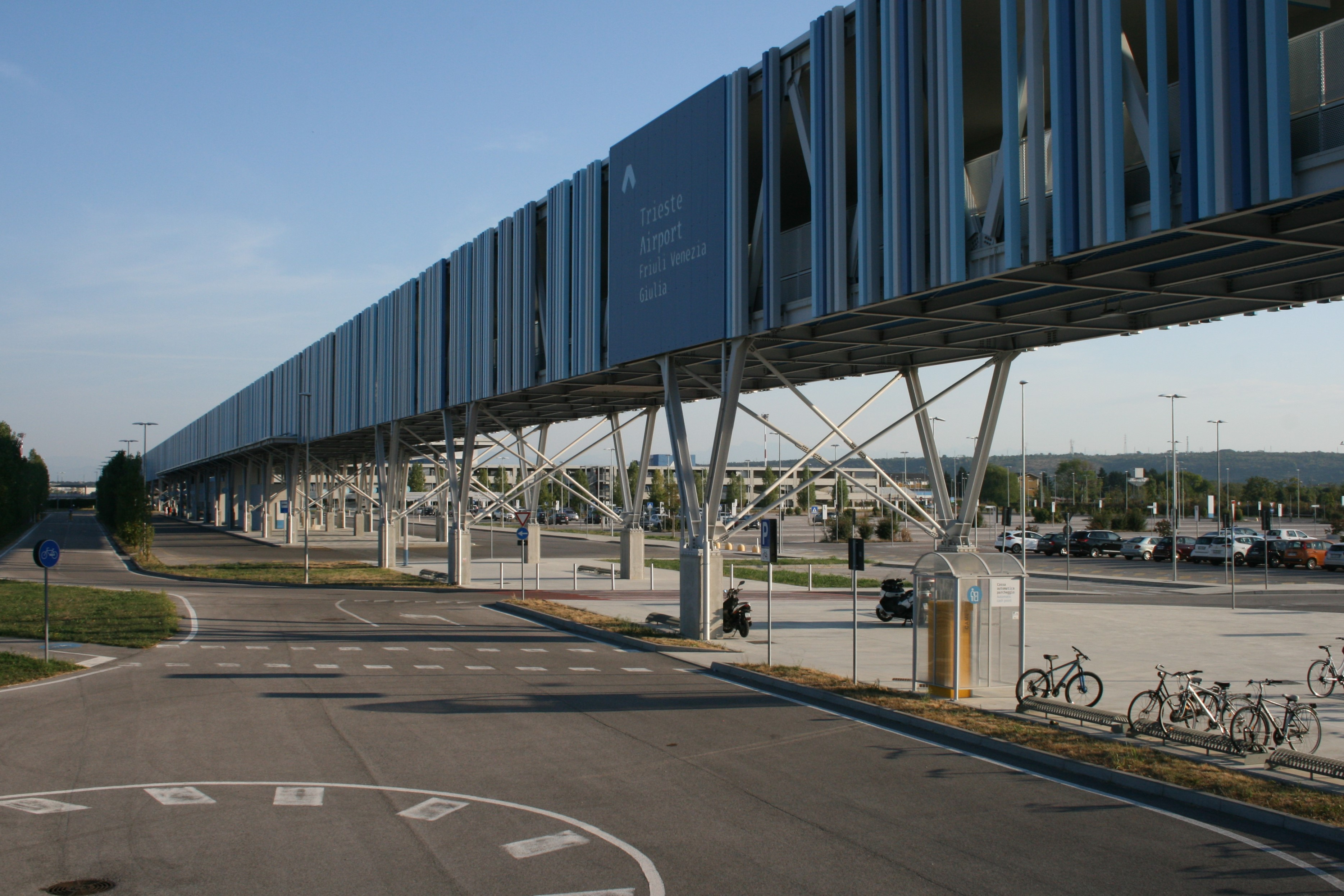
Vista sul parcheggio P8 e sul passaggio sopraelevato che collega la stazione ferroviaria con l'aeroporto.

- P1: parcheggio lunga sosta di oltre 400 posti a 5 min a piedi dal terminal (scoperto)
- P2: parcheggio media-lunga sosta di oltre 650 posti a 3 min a piedi dal terminal (scoperto)
- P3: parcheggio ad accesso prioritario adiacente all'area partenze, con Fast Track (scoperto)
- P7: parcheggio multipiano da 500 posti (coperto)
- P8: parcheggio a raso da 1000 posti (scoperto)

Parcheggi a sosta breve
- P4: parcheggio per accompagnatori e soste brevi di fronte al terminal (con accesso riservato clienti Telepass)
- P9: parcheggio stazione ferroviaria

## Dati di traffico

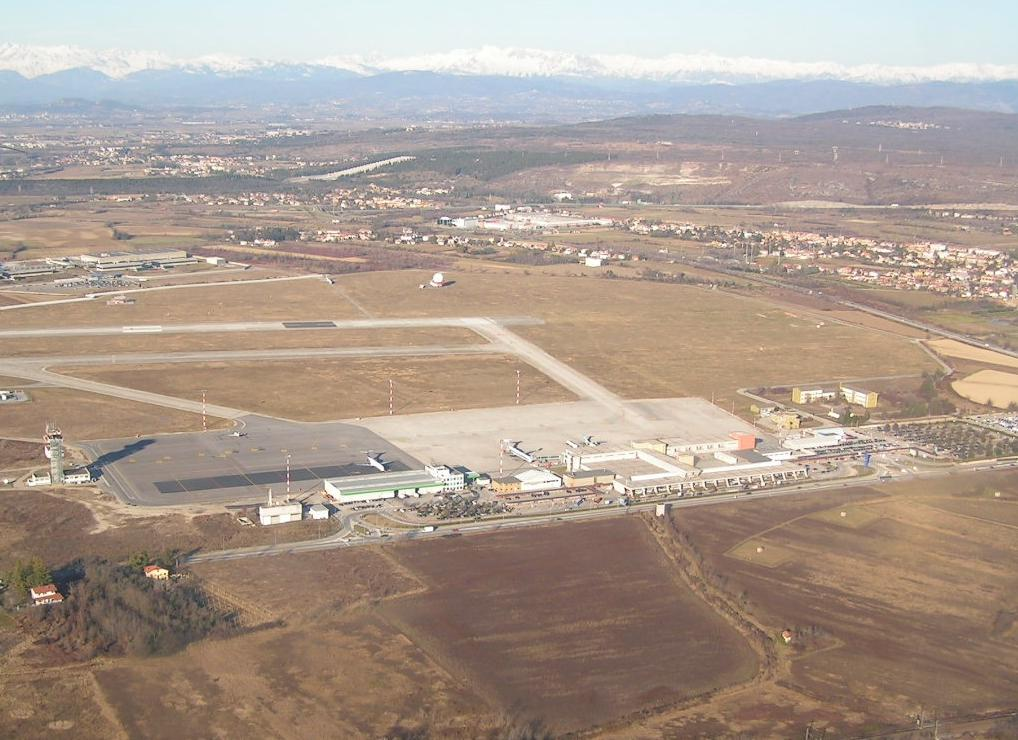
Veduta aerea del piazzale prima dei lavori del 2018

Questo grafico non è disponibile a causa di un problema tecnico.
Si prega di non rimuoverlo.
Vedi la query Wikidata di origine.
| Anno | Passeggeri | Cargo (t) | Movimenti |
| ---- | ---------- | --------- | --------- |
| 2000 | 574 665    | 1 353     | 19 045    |
| 2001 | 636 736    | 1 684     | 16 994    |
| 2002 | 672 631    | 911       | 19 678    |
| 2003 | 614 368    | 717       | 16 708    |
| 2004 | 653 539    | 777       | 16 167    |
| 2005 | 615 759    | 831       | 16 594    |
| 2006 | 677 106    | 1 026     | 17 283    |
| 2007 | 742 136    | 1 215     | 18 977    |
| 2008 | 782 461    | 1 115     | 19 652    |
| 2009 | 700 870    | 885       | 15 395    |
| 2010 | 726 941    | 659       | 15 131    |
| 2011 | 859 547    | 676       | 16 572    |
| 2012 | 882 146    | 639       | 15 762    |
| 2013 | 853 599    | 573       | 15 139    |
| 2014 | 740 403    | 453       | 15 427    |
| 2015 | 741 776    | 464       | 14 672    |
| 2016 | 727 409    | 448       | 15 890    |
| 2017 | 780 776    | 310       | 15 587    |
| 2018 | 772 517    | 424       | 15 470    |
| 2019 | 783 179    | 277       | 13 812    |
| 2020 | 209 115    | 76        | 4 599     |
| 2021 | 348 891    | 51        | 5 553     |
| 2022 | 698 613    | 240       | 8 217     |
| 2023 | 932 767    | 201,1     | 9 653     |
| 2024 | 1 319 813  | 134,1     | 12 772    |

## Collegamenti a terra

### Ferrovie

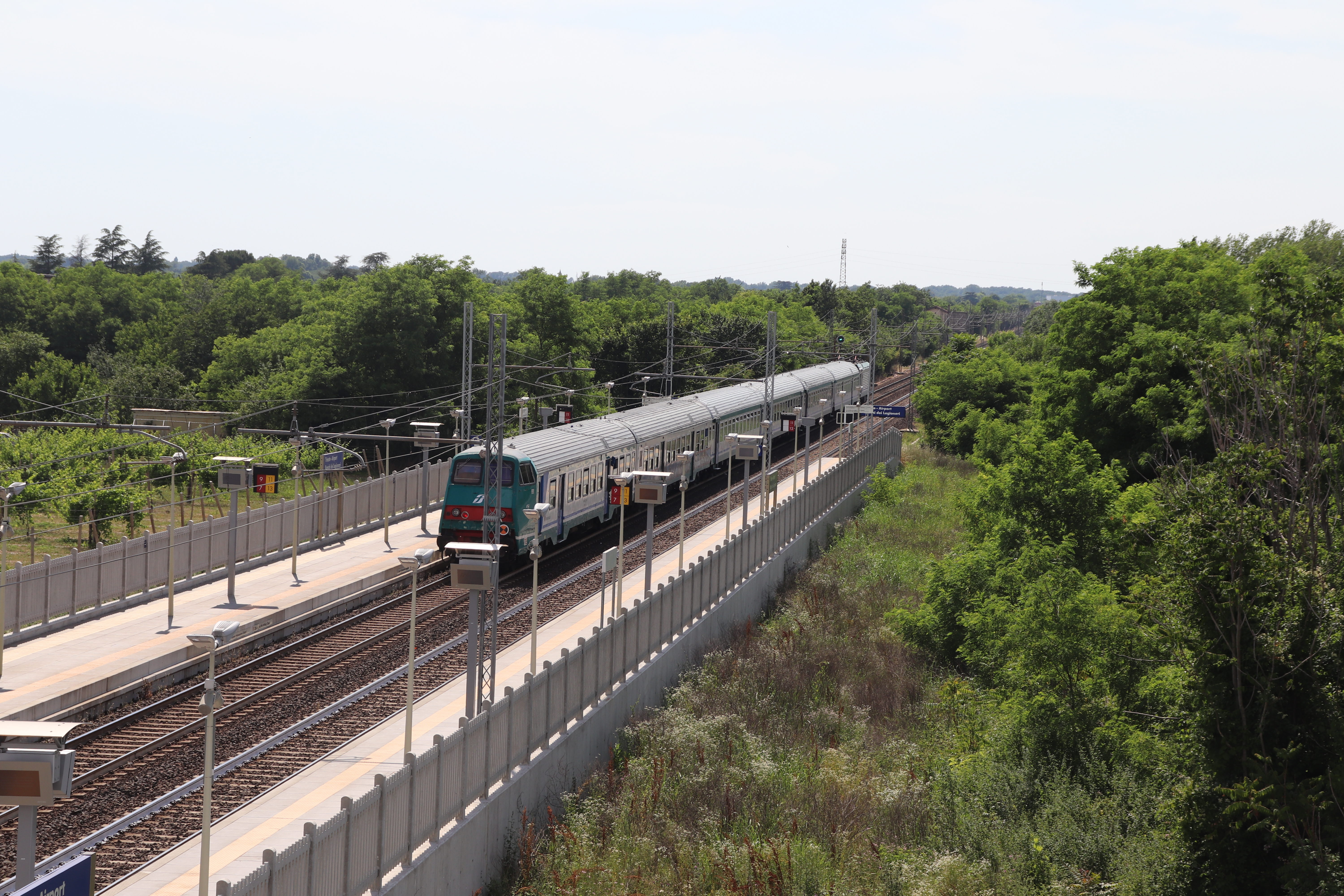
Un treno regionale alla stazione di Trieste Airport

La stazione di Trieste Airport si trova lungo la ferrovia Venezia-Trieste. La sua attivazione al servizio commerciale è avvenuta il 19 marzo 2018.

### Autobus
L'aeroporto è collegato inoltre con frequenti servizi autobus di linea di TPL FVG e dai taxi gestiti dal Consorzio taxi dell'Aeroporto alle principali città del Friuli-Venezia Giulia (Trieste, Udine, Gorizia, Grado e Monfalcone) ed estero.

### Strade
L'aeroporto è collegato all'autostrada A4 Trieste-Venezia (uscita Redipuglia) da un raccordo (SS 677) a doppia carreggiata di 1 km.